# Fuentes de Nava
Fuentes de Nava è un comune spagnolo di 792 abitanti situato nella comunità autonoma di Castiglia e León.